# المجدل (جرش)
المجدل منطقة سكنية تقع في لواء قصبة جرش، محافظة جرش في الأردن. تنتمي المنطقة لقضاء برما الذي يضم 8 مناطق. يقدر عدد سكانها بـ 434 نسمة حسب إحصاء 2015.

## الوصلات الخارجية
- دائرة الاحصاءات العامة